# Рокбрук
Рокбрук (англ. Rockbrook; ирл. Sruth na gCloch) — пригород в Ирландии, находится в графстве Южный Дублин (провинция Ленстер). Пригород расположен южнее Баллибодена на автодороге R116. В Рокбруке находится католическая школа Опус Деи.
Одной из достопримечательностей Рокбрука является Рокбрук-Хаус — двухэтажный особняк в пять пролётов, построенный в 1770 году. Особняк был расширен в 1941 году.
По мнению исследователя Патрика Хили (англ. Patrick Healy) в Рокбруке был построен целый ряд фабрик на водяных мельницах с искусственными прудами. Хлопковая фабрика Шерлока начинала этот ряд слева. Она была переделана в прачечную в 1873 году и закрылась в 1920. Следующей была бумажная фабрика семьи Мессров, которая работала до 1912 года. Шерстяная фабрика под управлениям Джона Рида из Баллибодена работала до 1900 года. На месте большой бумажной фабрики Ньютона на другом берегу реки, которая работала до 1866 года, была построена школа, за которой находятся руины малой бумажной фабрики Ньютона. На строительство малой фабрики в 1757 году был взят кредит в 300 фунтов стерлингов. В 1836 году на фабрике занимались пошивом одежды, а позднее она была закрыта. Следом за ней находилась фабрика Милмаунт, упомянутая в завещании Бенджамина Нунна 1773 года. Фабрика была закрыта в 1899 году. Последней в ряду была бумажная фабрика Фрая, которая прекратила существование более 120 лет назад. Часть развалин фабрик сохранилась по сей день и расположена за дорогой, ведущей в Рокбрук-Хаусу.